# The Grid
The Grid ist eine britische Dance-Band und besteht aus Richard Norris und David Ball (ehemaliges Soft-Cell-Bandmitglied). Ihr größter Hit war die 1994er Single Swamp Thing.

## Bandgeschichte
Die Band wurde 1988 gegründet und hatte ihren ersten Erfolg mit der Debütsingle Floatation, die 1990 bei Eastwest Records erschien. Danach veröffentlichte das Duo eine Reihe von Singles und Alben. Das Album Evolver erreichte 1994 Platz 14 der britischen Charts. Die Vorabsingle Swamp Thing ist durch ein von Roger Dinsdale gespieltes Banjo geprägt, das mit House-Beats unterlegt wurde. Das Lied erreichte Platz drei in Großbritannien und Australien, Platz vier in Österreich, Platz sechs in der Schweiz und Platz 13 in Deutschland. Die Single verkaufte sich eine Million Mal.
1996 entschieden sich die Bandmitglieder, eine Zeit lang ihre eigenen Musikinteressen zu verwirklichen. Norris gründete darauf die Band The Droyds, die sich zusammen mit Armand Van Helden und Siobhan Fahey auf Remixe konzentrierte. Ball wiederum rief seine alte Band Soft Cell mit Marc Almond wieder ins Leben und schrieb nebenbei Filmmusik.
Das Duo fand im Jahr 2005 wieder zusammen und spielte zwei Gigs mit der Sängerin Misty Woods unter dem Namen GDM, bevor neue The-Grid-Produktionen entstanden. Daraufhin erschien 2007 die Single Put Your Hands Together und 2008 das Album Doppelgänger beim Musiklabel Some Bizzare Records. Auf dem Album wurden vier Tracks vom britischen Musiker Chris Braide gesungen.

## Diskografie

### Alben
| Jahr | Titel             | Höchstplatzierung, Gesamtwochen, AuszeichnungChartplatzierungen (Jahr, Titel, Platzierungen, Wochen, Auszeichnungen, Anmerkungen) | Höchstplatzierung, Gesamtwochen, AuszeichnungChartplatzierungen (Jahr, Titel, Platzierungen, Wochen, Auszeichnungen, Anmerkungen) | Höchstplatzierung, Gesamtwochen, AuszeichnungChartplatzierungen (Jahr, Titel, Platzierungen, Wochen, Auszeichnungen, Anmerkungen) | Höchstplatzierung, Gesamtwochen, AuszeichnungChartplatzierungen (Jahr, Titel, Platzierungen, Wochen, Auszeichnungen, Anmerkungen) | Anmerkungen                                                    |
| Jahr | Titel             | DE | AT | CH | UK | Anmerkungen                                                    |
| ---- | ----------------- | --- | --- | --- | --- | -------------------------------------------------------------- |
| 1994 | Evolver           | — | — | CH46 (1 Wo.)CH | UK14 (4 Wo.)UK | Erstveröffentlichung: 19. September 1994 Produzenten: The Grid |
| 1995 | Music for Dancing | — | — | — | UK67 (1 Wo.)UK | Erstveröffentlichung: 2. Oktober 1995 Kompilation              |

Weitere Alben
- 1990: Electric Head
- 1992: Four Five Six (456)
- 2008: Doppelgänger
- 2018: One Way Traffic
- 2021: Leviathan (zusammen mit Robert Fripp)

### Singles
| Jahr | Titel Album                      | Höchstplatzierung, Gesamtwochen, AuszeichnungChartplatzierungen (Jahr, Titel, Album, Platzierungen, Wochen, Auszeichnungen, Anmerkungen) | Höchstplatzierung, Gesamtwochen, AuszeichnungChartplatzierungen (Jahr, Titel, Album, Platzierungen, Wochen, Auszeichnungen, Anmerkungen) | Höchstplatzierung, Gesamtwochen, AuszeichnungChartplatzierungen (Jahr, Titel, Album, Platzierungen, Wochen, Auszeichnungen, Anmerkungen) | Höchstplatzierung, Gesamtwochen, AuszeichnungChartplatzierungen (Jahr, Titel, Album, Platzierungen, Wochen, Auszeichnungen, Anmerkungen) | Anmerkungen |
| Jahr | Titel Album                      | DE | AT | CH | UK | Anmerkungen |
| ---- | -------------------------------- | --- | --- | --- | --- | --- |
| 1990 | Floatation Electric Head         | — | — | — | UK60 (2 Wo.)UK | Erstveröffentlichung: 25. Juni 1990 Vocals: Sacha Souter inkl. Samples aus The Art of Noises Moments in Love Autoren: Dave Ball, Richard Norris |
| 1990 | A Beat Called Love Electric Head | — | — | — | UK64 (5 Wo.)UK | Erstveröffentlichung: 10. September 1990 Vocals: Sacha Souter Autoren: Dave Ball, Richard Norris                                                |
| 1992 | Figure of Eight –                | — | — | — | UK50 (3 Wo.)UK | Erstveröffentlichung: 13. Juli 1992 Autoren: Dave Ball, Richard Norris                                                                          |
| 1992 | Heartbeat Four Five Six          | — | — | — | UK72 (2 Wo.)UK | Erstveröffentlichung: 21. September 1992 Vocals: Victor Davies Autoren: Dave Ball, Richard Norris                                               |
| 1993 | Crystal Clear Four Five Six      | — | — | — | UK27 (4 Wo.)UK | Erstveröffentlichung: 1. März 1993 Autoren: Dave Ball, Richard Norris                                                                           |
| 1993 | Texas Cowboys Evolver            | — | — | — | UK17 (10 Wo.)UK | Erstveröffentlichung: 18. Oktober 1993 Autoren: Dave Ball, Richard Norris                                                                       |
| 1994 | Swamp Thing Evolver              | DE13 (18 Wo.)DE | AT4 (14 Wo.)AT | CH6 (21 Wo.)CH | UK3 Silber · (17 Wo.)UK | Erstveröffentlichung: 23. Mai 1994 Banjo: Roger Dinsdale Autoren: Dave Ball, Richard Norris                                                     |
| 1994 | Rollercoaster Evolver            | — | — | — | UK19 (4 Wo.)UK | Erstveröffentlichung: 5. September 1994 Vocals: Susannah Melvoin Autoren: Dave Ball, Richard Norris                                             |
| 1995 | Diablo Music for Dancing         | — | — | — | UK32 (2 Wo.)UK | Erstveröffentlichung: 11. September 1995 Trompete: Guy Barker Autoren: Dave Ball, Richard Norris                                                |

Weitere Singles
- 1989: On the Grid
- 1989: Intergalactica (limitiert auf 500 Stück)
- 1990: Origins of Dance (Dr. Timothy Leary meets the Grid)
- 1991: Boom!
- 1994: I Love I Hate (mit Neil Arthur)
- 1995: Nod to N2O (Rainer vs. The Grid)
- 2006: Slammer / Slinker
- 2007: Put Your Hands Together
- 2010: Floatation 2010

## Auszeichnungen für Musikverkäufe
| Platin-Schallplatte - Australien - 1994: für die Single Swamp Thing |

Anmerkung: Auszeichnungen in Ländern aus den Charttabellen bzw. Chartboxen sind in ebendiesen zu finden.
| Land/RegionAuszeichnungen für Musikverkäufe (Land/Region, Auszeichnungen, Verkäufe, Quellen) | Silber  | Gold | Platin  | Verkäufe | Quellen     |
| -------------------------------------------------------------------------------------------- | ------- | ---- | ------- | -------- | ----------- |
| Australien (ARIA)                                                                            | —       | —    | Platin1 | 70.000   | aria.com.au |
| Vereinigtes Königreich (BPI)                                                                 | Silber1 | —    | —       | 200.000  | bpi.co.uk   |
| Insgesamt                                                                                    | Silber1 | —    | Platin1 |          |             |